# Héjjasfalva
Héjjasfalva (románul Vânători, korábban Hașfalău; németül Teufelsdorf, szászul Delvelsderf) falu Romániában Maros megyében, Héjjasfalva község központja. Erked, Küküllősárd, Magyarfelek és Szederjes tartozik hozzá.

## Fekvése
Segesvártól 11 km-re keletre, a Nagy-Küküllő bal partján fekszik.

## Története
1329-ben Heesfolva néven említik először. Határában is zajlott 1849. július 31-én a segesvári csata, melyben a Bem tábornok vezette honvédsereg vereséget szenvedett az orosz túlerővel szemben. 1910-ben 1534, többségben magyar lakosa volt, jelentős román kisebbséggel. A trianoni békeszerződésig Nagy-Küküllő vármegye Segesvári járásához tartozott. 1992-ben 1595 lakosából 649 román, 508 magyar, 438 cigány volt.

## Látnivalók
- A faluban áll Bem apó segédtisztjének, Zeyk Domokosnak az emlékműve.

## Híres emberek
- Itt született 1880. október 10-én Adorjáni Zoltán tanító, költő, népművelő, lapszerkesztő.